# Ada (Servië)
Ada (Servisch: Ада) is een gemeente in het Servische district Noord-Banaat gelegen aan de rivier de Tisza.
Ada telt 18.994 inwoners (2002). De oppervlakte bedraagt 228,6 km², de bevolkingsdichtheid is 83,1 inwoners per km².
De meerderheid van de inwoners behoort tot de Hongaarse minderheid in Servië.

## Plaatsen in de gemeente
Naast de hoofdplaats Ada omvat de gemeente de volgende plaatsen (Hongaarse naam tussen haakjes):
- Mol (Mohol)
- Utrine (Törökfalu)
- Obornjača (Völgypart-Nagyvölgy)
- Sterijino (Valkaisor)

## Geboren in Ada
- Mátyás Rákosi (1892-1971), Hongaars politicus
- Ivan Moscovich (1926-2023), Joegoslavisch bedenker van raadsels en puzzels